# Walter Neugebauer
Walter Neugebauer (auch: Valter Nojgebauer; * 28. März 1921 in Tuzla; † 31. Mai 1992 in Geretsried) war ein deutscher Comic- und Trickfilmzeichner und Cartoonist.

## Leben und Wirken
Neugebauer wurde als Sohn deutsch-österreichischer Eltern im damals jugoslawischen Tuzla geboren. Kurz nach seiner Geburt zog seine Familie nach Zagreb. Mit zwölf Jahren veröffentlichte Neugebauer erste Zeichnungen in einer Kirchenzeitung, zwei Jahre später folgte die Zeichnung der Kinderseite der Tageszeitung Novosti. Für die Zeitschrift Oko zeichnete er von 1935 bis 1937 zu Texten seines älteren Bruders Norbert Adaptionen von Popeye und Nasreddin Hodscha. Gleichzeitig entstanden durch die Zusammenarbeit Neugebauers mit anderen Autoren Comics für die Zeitungen Novosti und Veseli Zabavnik. 1938 war er mit einigen weiteren Zeichnern wie etwa Andrija Maurović am ersten jugoslawischen Comicmagazin Mickeystrip beteiligt, für das er mit seinem Bruder Norbert die Reihe Bimbo Bambus schuf. Insbesondere aber gründeten die Neugebauers noch im selben Jahr ihr eigenes Magazin Veseli vandrokaš, dessen sämtliche Comics Walter Neugebauer alleine zeichnete und für das er eine erste Winnetou-Adaption anfertigte, allerdings als Abfolge von Einzelillustrationen mit einem Erzähltext unter den Bildern. Darüber hinaus arbeitete er nach wie vor für weitere Zeitschriften, bis seine Tätigkeit 1941 nach der Besetzung Jugoslawiens durch deutsche und italienische Truppen während des Zweiten Weltkriegs massiv eingeschränkt wurde. 1943 gelang es ihm gleichwohl, ein neues Magazin namens Zabavnik herauszubringen, das bis Kriegsende erschien.
Nach dem Krieg arbeitete Neugebauer unter anderem als Cartoonist und gründete nach der erfolgreichen Produktion des Zeichentrickfilms Veliki Miting zusammen mit seinem Bruder Norbert eine Trickfilmfirma, die 1952 in Konkurs ging. 1954 traf er mit Rolf Kauka zusammen, der ihn kurze Zeit später nach München holte, um maßgeblich an dessen Trickfilmprojekten mitzuarbeiten, an denen unter anderem auch sein Bruder Norbert und Branimir Karabajić beteiligt waren. Spätestens nach deren Aufgabe stieg er zu einem der Chefzeichner von Kaukas Comicproduktion auf, die er nachhaltig prägte. So war er nicht nur für die Serie Fix und Foxi zuständig, er lancierte auch seine eigene Serie Tom und Klein-Biberherz (nach Ideen seines Bruders), war stilbildender Zeichner von Mischa im Weltraum und fertigte neue Karl-May-Adaptionen an (Wiinnetou I-III, Old Surehand), diesmal in Comicform. 1967 gestaltete er zudem, wiederum für Kauka, die Figur Bussi Bär und das grafische Erscheinungsbild des gleichnamigen Vorschulmagazins.
Im Jahr 1972 überwarf sich Neugebauer mit Kauka, und er gründete mit Gisela Künstner und Kurt Italiaander ein eigenes Zeichenstudio, dessen Schwerpunkt auf Werbegrafik lag. So stammen die Werbefigur des Goldbären der Firma Haribo, der Axel für die Firma Südmilch AG sowie Wrigleys Hubba Bubba aus diesem Studio. 1977/78 zeichnete er außerdem die Albenreihe Sport-Billys lustige Abenteuer in aller Welt für den Ehapa-Verlag, von der sechs Bände erschienen.